# Nothobryinae
Sous-famille
Synonymes
- Capbryinae Soto-Adames, Barra, Christiansen & Jordana, 2008

Les Nothobryinae sont une sous-famille de collemboles de la famille des Orchesellidae.

## Liste des genres
Selon Checklist of the Collembola of the World (version du 24 août 2019) :
- Capbrya Barra, 1999
- Hispanobrya Jordana & Baquero, 2005
- Nothobrya Arlé, 1961

## Publication originale
- Soto-Adames, Barra, Christiansen & Jordana, 2008 : Suprageneric classification of Collembola Entomobryomorpha. Annals of the Entomological Society of America, vol. 101, no 3, p. 501-513.